# Triptyque du vagabond
Triptyque du vagabond, ou Triptyque du pèlerinage de la vie, est le nom donné à un polyptyque peint par Jérôme Bosch entre 1500 et 1516.
Démembré, dispersé et incomplet, il en subsiste aujourd'hui quatre fragments conservés dans quatre musées différents : Le Vagabond (Rotterdam, Musée Boijmans Van Beuningen), La Nef des fous (Paris, Musée du Louvre), La Gourmandise et la Luxure (New Haven, Yale University Art Gallery) et La Mort et l'avare (Washington, National Gallery of Art).

## Description et iconographie
L'iconographie des panneaux conservés indique que le triptyque développait un discours moralisateur sur l'hésitation entre le bien et le mal :  dans son cheminement à travers la vie, le chrétien doit opérer les bons choix entre l'ascèse conduisant au salut et la tentation des vains plaisirs terrestres menant au péché et à la damnation.

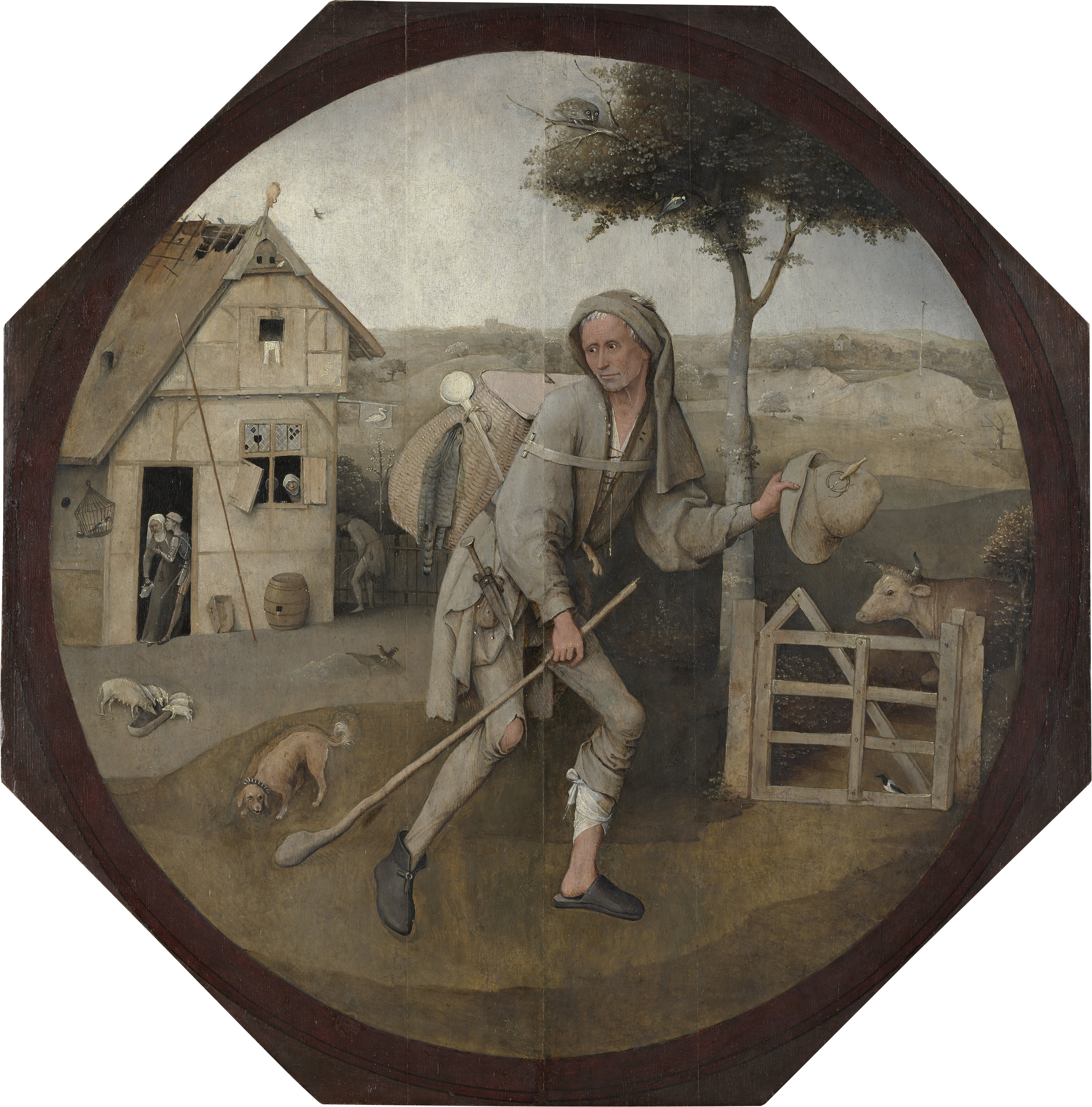
Au milieu du Vagabond de Rotterdam, un hiatus visible à l’œil nu correspond à l'ancien joint des deux volets latéraux du triptyque.

À l'instar du Chariot de foin, le triptyque fermé représentait un « vagabond » au regard préoccupé, avançant avec prudence ou hésitation dans un paysage contenant des allusions aux tentations et aux périls auquel s'exposerait le pèlerin qui s'écarterait du droit chemin. Cette scène apparaît ici dans un tondo dont la forme suggère celle d'un miroir rond accroché à un mur, ce qui avait certainement pour but d'inciter le spectateur à s'identifier au personnage central. Celui-ci a quelquefois été identifié à un pauvre colporteur ou, malgré la vieillesse apparente de l'homme, au fils prodigue de la parabole éponyme (Luc 15:11-32), comme le sous-entend fortement la présence d'un lieu de débauche et de pourceaux mangeant dans une auge. Mais ce personnage pourrait être également être inspiré de l’Elckerlijc d'une moralité diffusée dans les Pays-Bas à la fin du XVe siècle. Des rapprochements ont également été effectués avec le Pèlerinage de la vie humaine de Guillaume de Digulleville (XIVe siècle).
Le volet gauche du triptyque ouvert, aujourd'hui scindé en deux parties (le fragment de Paris et celui de New Haven), représentait des jeunes gens s'adonnant aux plaisirs de la vie en compagnie de religieux paillards et de fous. Certains d'entre eux ont abandonné leurs vêtements sur une berge afin de pouvoir nager dans une étendue d'eau sur laquelle flottent une barrique de vin chevauchée par un fou ainsi qu'une barque surmontée d'un mât de cocagne, remplie de fêtards avinés et de musiciens, et que la plupart des auteurs assimilent à une représentation de La Nef des fous rédigée à la fin du XVe siècle par l'humaniste rhénan Sébastien Brant.
Dans le cadre d'une chambre grouillant de petits démons et où la Mort, représentée sous son apparence squelettique, est sur le point d'entrer, le volet de droite montre l'ultime hésitation d'un vieil avare entre les richesses que lui tendent des tentateurs infernaux et la lumière du Christ crucifié que lui désigne un ange. Cette scène est à rapprocher du thème de l’Ars moriendi, diffusé par de nombreuses gravures à l'époque de Bosch. Au premier plan, en guise de vanités, des armes et des pièces d'armures jonchent le sol, symétriquement aux vêtements des baigneurs du volet de gauche.
Une lecture de gauche à droite montre ainsi les péchés de la jeunesse avant la dernière bifurcation entre la rédemption et la damnation, conformément au cheminement de la vie. Le même ordre chronologique existe dans plusieurs autres triptyques de Bosch, où le péché originel est à gauche et la sanction définitive de l'enfer à droite.
Les allusions aux sept péchés capitaux sont très présentes :
- sur le volet gauche : la gourmandise, la luxure ;
- sur le volet droit : l'avarice, l'envie[9], et peut-être aussi la colère, symbolisée par les armes. Mais cet équipement de chevalier pourrait aussi figurer l'orgueil[10], péché également évoqué par le blason surmontant la tente visible sur le volet gauche.

## Hypothèses sur le panneau central
Différentes hypothèses ont été émises quant au sujet du panneau central disparu, qui devait mesurer environ 94 × 75 cm et qui comportait peut-être la signature du maître.
S'agissait-il, comme l'ont proposé Johannes Hartau puis Stefan Fischer, d'une représentation des Noces de Cana, dont des copies anciennes nous sont parvenues ? Ou d'une représentation allégorique de trois des sept péchés capitaux, les quatre autres étant évoqués sur les volets ? Frédéric Elsig appuie cette supposition (déjà avancée par Baldass en 1959) sur la mention d'une œuvre sur ce thème dans un inventaire anversois de 1574.
Une autre hypothèse, lancée par Herman Colenbrander, place au centre du polyptyque une version du Chariot du foin. L'analogie avec le triptyque du Prado se justifie par le fait que celui-ci se ferme également sur l'image du vagabond. D'un point de vue iconographique, cette hypothèse est assez pertinente, car la scène centrale du Chariot de foin dénonce l'attachement vain et destructeur des humains aux biens terrestres.
Il est dès lors tentant d'imaginer que le panneau central disparu pourrait avoir servi de modèle à une tapisserie bruxelloise du milieu du XVIe siècle conservée en Espagne ainsi qu'à un tableau du Louvre attribué à l'atelier de Gillis Mostaert. Dans ces versions du Chariot de foin, on retrouve le personnage de la Mort présent dans le volet avec l'avare, tandis que la scène s'inscrit dans un globe crucigère en train de basculer, dont la forme circulaire ferait ainsi écho au tondo du vagabond. De plus, l'arrière-plan aquatique infernal, où les pécheurs sont précipités et dévorés par des poissons monstrueux, offrirait une certaine continuité avec la nef et les baignades du volet gauche.

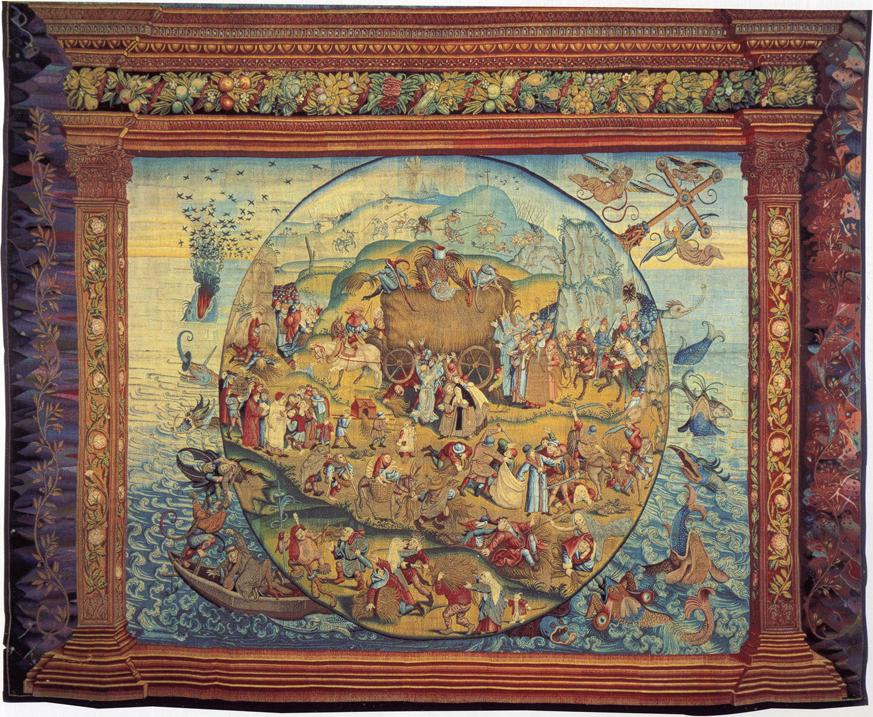
Tapisserie du Chariot de foin, années 1550 (conception avant 1542), collections du Patrimoine national d'Espagne.

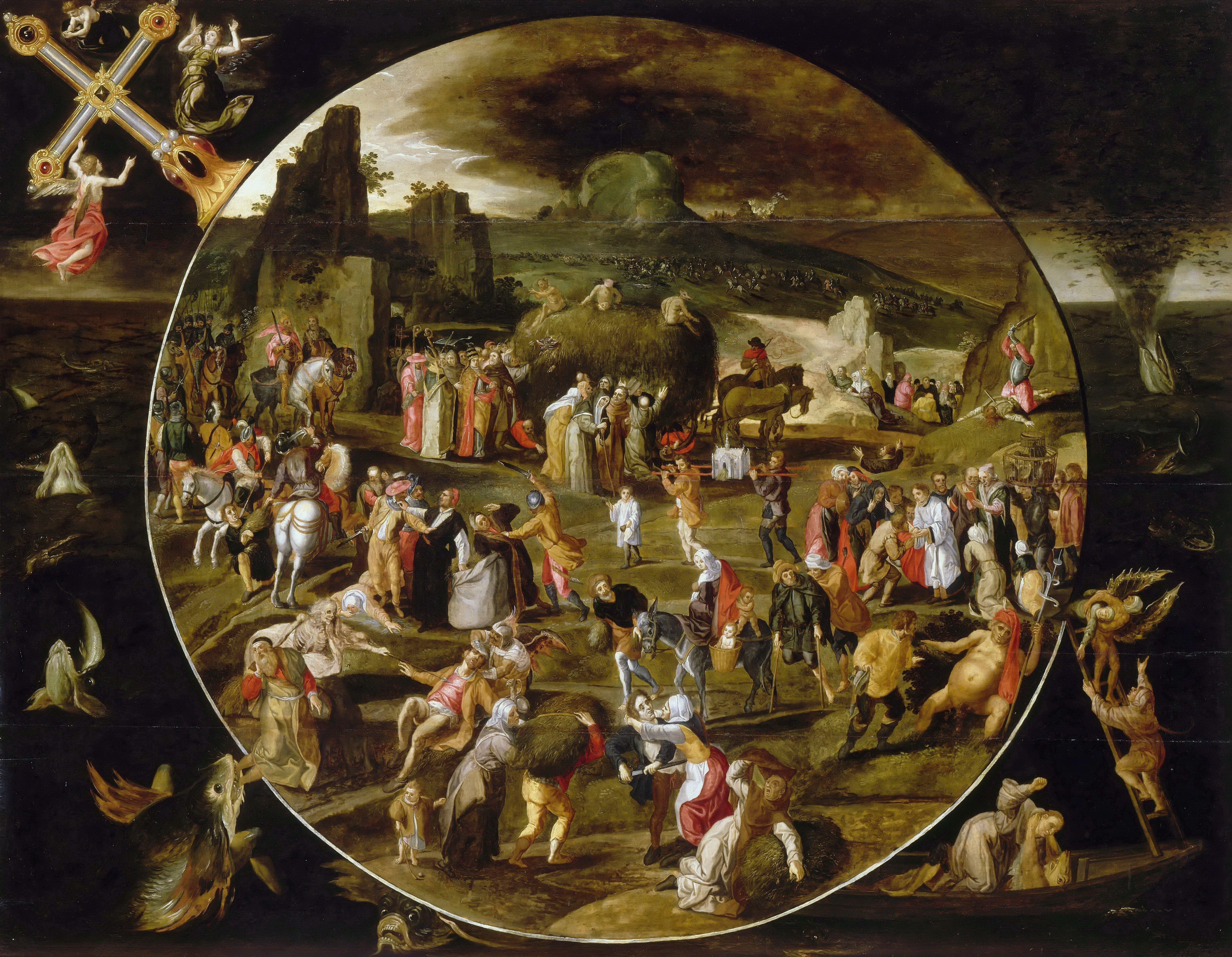
Version du Louvre attribuée à l'atelier de Mostaert (seconde moitié du XVI).

Or, Friso Lammertse souligne que les volets latéraux, contrairement à ceux du Chariot du foin, représentent déjà les vices : il lui semble donc peu probable qu'une scène du même genre ait également figuré au centre. Il juge donc plus plausible une représentation du Jugement dernier, thème notamment traité par Bosch au centre d'un triptyque conservé à Vienne. Il rejoint en cela une hypothèse de Jos Koldeweij, qui voit dans ce sujet apocalyptique la conclusion logique des péchés dénoncés sur les volets.

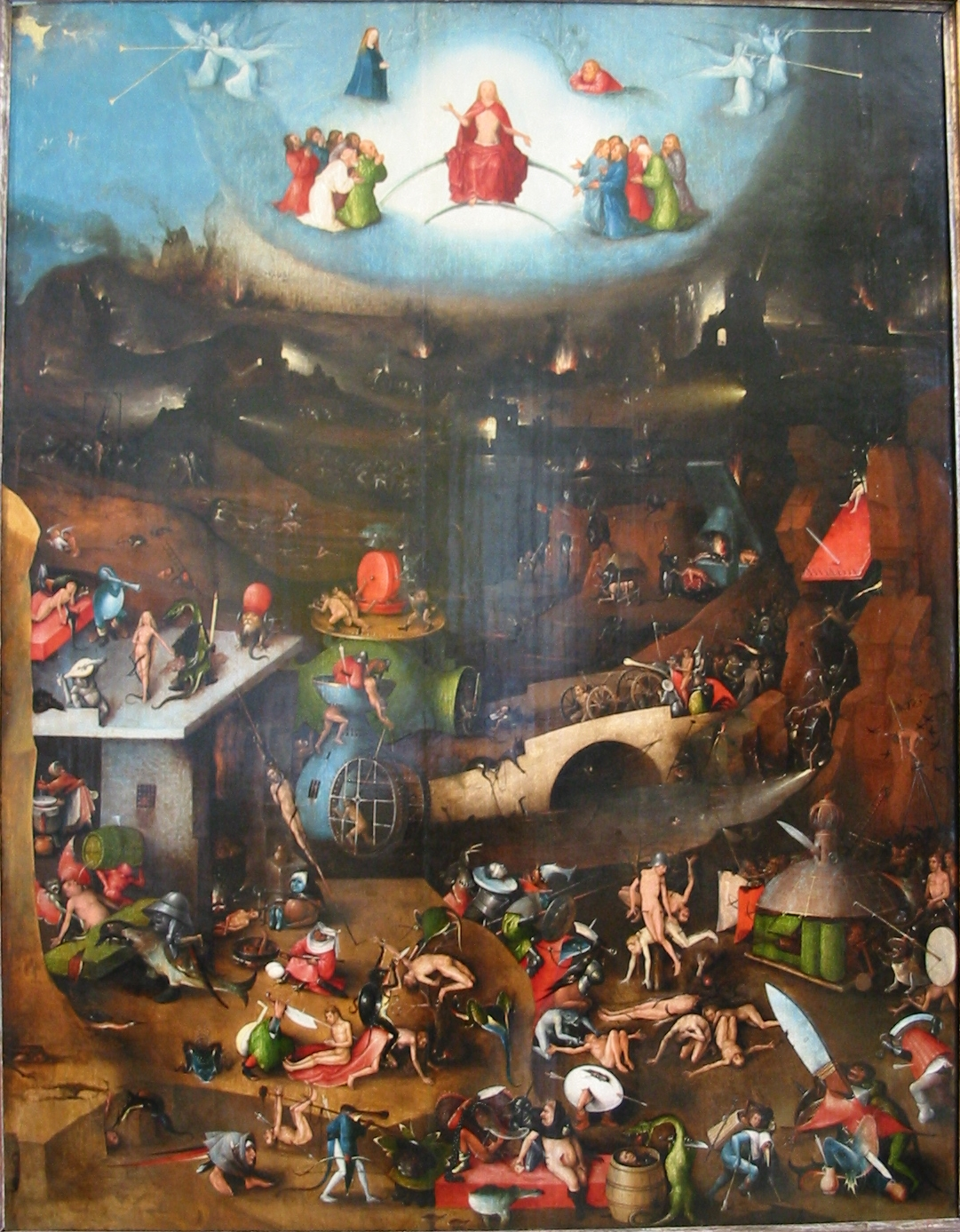
Panneau central du Jugement dernier de Vienne (vers 1500-1505).

## Historique
Le commanditaire du triptyque est inconnu. L'écu peint sur la tente du volet gauche ressemble à celui des Berg, famille importante de Bois-le-Duc, ville de Bosch, et de La Haye. Il est cependant peu concevable que celle-ci ait voulu que ses armoiries soient associées à une scène de débauche.
À une date indéterminée, le triptyque a été démantelé, probablement pour en faciliter et en optimiser la commercialisation. Ce démembrement a fait disparaître les connexions logiques du discours moralisateur initial pour mieux autonomiser des scènes de genre plus ou moins anecdotiques, prisées des collectionnées depuis la seconde moitié du XVIe siècle.
Les volets ont été sciés dans l'épaisseur du bois afin de séparer les faces intérieures des faces extérieures, assemblées en un seul panneau (Le Vagabond), qui a été par la suite réduit à un format octogonal, peut-être au XVIIe siècle.
La face intérieure du volet gauche a été coupée en deux afin de former deux petits tableaux (La Nef des fous et La Gourmandise et la luxure). La Nef des fous a ensuite été altérée par des surpeints (feuillage plus fourni au sommet du mât, montagne ajoutée dans le coin supérieur droit), aujourd'hui supprimés depuis la restauration réalisée en 2015.
L'historique des quatre fragments ainsi isolés et dispersés est difficilement retraçable avant le XXe siècle, au cours duquel chacun d'entre eux finit par rejoindre une collection publique différente.
Dès les années 1960, des historiens de l'art - notamment Charles Seymour Jr. - ont émis des hypothèses quant aux liens qui pouvaient exister entre les quatre tableaux conservés. Il a cependant fallu attendre 2001 pour qu'elles soient confirmées par les analyses dendrochronologiques effectuées par Peter Klein en vue de la rétrospective Bosch de Rotterdam. Klein estime en effet que les quatre panneaux ont bien été réalisés avec le bois d'un même arbre.

## Attribution et datation
Les résultats des analyses dendrochronologiques démontrent que le triptyque a pu être peint dès 1485-1488, mais plus vraisemblablement à partir de 1491-1494.
L'équipe du BRCP date l’œuvre vers 1500-1510, tandis que Friso Lammertse la considère légèrement plus tardive, vers 1505-1516, par rapprochement avec le Chariot de foin, qui n'a pas pu être peint avant 1510 et qui est donc généralement considéré comme l'une des toutes dernières œuvres du maître de Bois-le-Duc, mort en 1516. Frédéric Elsig propose quant à lui une datation vers 1502 en se fondant sur le costume du soldat visible dans l'embrasure de la porte du bordel du Vagabond.
Certains spécialistes, dont Fritz Koreny en 2012, ont fait remarquer que les hachures du dessin sous-jacent très détaillé des quatre fragments sembleraient être l’œuvre d'un gaucher, contrairement à la plupart des autres œuvres connues de Bosch, ce qui conduirait à attribuer le Triptyque du vagabond à un collaborateur du maître. Les experts du BRCP ont cependant remis en cause cette observation, notamment en estimant que le stade du dessin sous-jacent et ceux de la sous-couche et de la couche picturales ne sont pas nécessairement du même auteur : un élève de Bosch a très bien pu exécuter la première phase d'après un modèle ou des riccordi du maître, ce dernier se chargeant ensuite de la peinture elle-même.